# 管弦楽のためのスケルツォ (ラフマニノフ)
《スケルツォ ニ短調》は、セルゲイ・ラフマニノフの現存する作品の中で、最も初期の管弦楽曲である。モスクワ音楽院在学中に作曲された文字通りの小品で、5分前後で演奏できる。
自筆譜には1888年2月5日から21日までとの日付が掲げられており、当時ラフマニノフはまだ14歳の少年だった。さらに譜面には、誰のものか分からない筆跡で、1887年と書き直してある。曲は従兄のアレクサンドル・ジロティに献呈されており、譜面には「第3楽章」と記入されていることから、より大規模な作品にするつもりだったことが伺われる。
曲調から察するに、フェリックス・メンデルスゾーンの劇付随音楽《夏の夜の夢》のスケルツォを模範にしていることは明らかである。ラフマニノフ少年は、ピョートル・チャイコフスキーの《マンフレッド交響曲》を2台ピアノ用に編曲した経験があり、その影響も反映されている。
《スケルツォ ニ短調》は、もう一つの初期作品である交響詩《ロスティスラフ公》と併せて、1945年11月2日にニコライ・アノーソフの指揮でモスクワで初演された。初版が出たのは1947年である。

## 註記
1. ↑  CD Baby
2. ↑  bnet
3. ↑  Harrison, Max (2006). Rachmaninoff: Life, Works, Recordings. London: Continuum. p. 19. ISBN 0-8264-9312-2
4. ↑  Talk Classical
5. ↑  Chandos CD notes